# Amic Energy
Amic Energy ist ein österreichisches Unternehmen, das ein Netz von 479 mobilen und stationären Tankstellen und 20 Ladestationen für Elektrofahrzeuge in Österreich, Lettland, Litauen, Polen und der Ukraine betreibt. Das Unternehmen hat seinen Hauptsitz in Wien. Stand 2020 ist Amic Energy das fünftgrößte Netzwerk in der Ukraine nach Verkaufsvolumen und hält 6,7 % des ukrainischen Marktes für Kraftstoffeinzelhandel.

## Geschichte

### Ursprung
Amic Energy Management GmbH wurde 2013 als eine Investmentgesellschaft gegründet, die sich für kostengünstige und problematische Kapitalanlagen zwecks weiterer Restrukturierung interessiert. Als eines der strategischen Ziele des Unternehmens wurde die Investition in unterbewertete Aktova in Mittel- und Osteuropa, insbesondere im Bereich Energieinfrastruktur festgelegt. Anfangs erwog das Unternehmen Investitionen in Kraftwerke in Rumänien und Bulgarien sowie weitere Projekte in Polen, als jedoch 2014 Lukoil den Verkauf seiner Aktiva in Osteuropa bekanntgab, bekundete Amic Energy reges Interesse an der Möglichkeit, ein Tankstellennetz in der Ukraine zu erwerben. Die Verkaufspläne kommentierend, kündigte das Management von Lukoil im Juli 2014 an, sich auf russische Projekte konzentrieren zu wollen, da westliche Sanktionen gegen Russland dem Unternehmen den Zugang zu Kapital erschwert. Seit 2014 verkaufte Lukoil seine Aktiva in der Tschechischen Republik, der Ukraine, Estland, Lettland, der Slowakei, Litauen, Polen und Ungarn. Die Anlagen von Lukoil in der Tschechischen Republik wurden von der ungarischen MOL-Gruppe, in Ungarn und der Slowakei von der ungarischen Firma Norm Benzinkút Kft und in Estland vom lokalen Netzwerk Olerex erworben.

### Vermögenserwerb in der Ukraine
Im Juli 2014 wurde eine grundsätzliche Vereinbarung zwischen Amic Energy und Lukoil getroffen. Es ging um den Erwerb aller Anteile von Lukoil Ukraine, die etwa 240 Tankstellen und 6 Öldepots in der Ukraine umfasste. Zu dieser Zeit kontrollierte Lukoil 6 % des Einzelhandelsmarktes in der Ukraine, ein größeres Marktvolumen hatten nur die Tankstellennetze der Gruppe Privat, WOG und OKKO. Der Gesamtwert des Vereinbarung wurde auf 280 Millionen Dollar (€256,5 Millionen) geschätzt. Im April 2015 erhielt Amic Energy Management GmbH (Wien, Österreich) vom Antimonopolkomitee der Ukraine die Genehmigung, die Kontrolle über Lukoil Ukraine zu übernehmen. Im Mai 2015 änderte Lukoil-Ukraine seinen Namen auf Amic Ukraine und auch auf den Tankstellen wurde die Umbenennung eingeleitet.

### Vermögenserwerb in Lettland, Litauen und Polen
Im Februar 2016 erzielte Amic Energy eine Vereinbarung mit Lukoil Europe Holdings BV über den Erwerb eines Netzes von rund 230 Tankstellen in Lettland, Litauen und Polen (UAB Lukoil Baltija in Litauen, SIA Lukoil Baltija R in Lettland und Lukoil Polska sp.zo.o. in Polen). Das Management von Lukoil begründete die Pläne des Unternehmens, Aktiva in Lettland und Litauen verkaufen zu wollen, mit der antirussischen Stimmung in diesen Ländern. Das Geschäft wurde im April 2016 abgeschlossen. AS Viada Baltija und UAB Luktarna würden im Rahmen dieses Kaufvertrages die Einzelhandelsnetze in Lettland bzw. Litauen übernehmen.
2018 begann Amic Polska mit der Umbenennung ihrer Tankstellen in Polen auf Amic Energy. Das Rebranding wurde im Juli 2019 abgeschlossen. Im Oktober 2019 erwarb Amic Energy von BP zwei Tankstellen in Cieszyn (Polen), wodurch sich die Gesamtzahl der unternehmenseigenen Tankstellen in Polen auf 116 erhöhte. Im Oktober 2024 übernahm Amic Polska 9 Tankstellen von Lux-Motor Oil an neun verschiedenen Standorten in Polen. Ein neues Tankstellenformat unter der Marke Amic Box wurde in Gabryelin (Polen) eröffnet. Gleichzeitig erhöhte Amic Polska die Anzahl der Sbarro-Pizzerien an seinen Tankstellen von 5 auf 8. Darüber hinaus plant das Unternehmen, bis Ende 2024 das 69. Subway-Restaurant an einer Tankstelle in Leszno (Polen) zu eröffnen.

### Russische Invasion in die Ukraine (2022)
Seit Beginn der russischen Invasion in der Ukraine am 24. Februar 2022 versorgte Amic Energy weiterhin nicht nur die kritische Infrastruktur des Landes, sondern auch Verbraucher an Tankstellen mit Treibstoff, unter anderem lieferte es Flugbenzin an die ukrainischen Verteidigungskräfte. Zum 25. Februar 2022 wurden zwei Tankstellen von Amic Ukraine in der Nähe der Antonow-Brücke in Cherson, die von russischen Truppen genutzt wurde, zerstört. Am 28. Februar 2022 wurde das unternehmenseigene Öldepot in Borodjanka (Region Kyjiw) beschossen. Wie später bekannt wurde, appellierte Amic Ukraine selber an die Regierung, dass die ukrainischen Streitkräfte die Koordinaten des Öldepots bekommen, damit der Treibstoff vernichtet wird, nachdem die russischen Truppen dort eingedrungen sind. Das Unternehmen schätzt, dass der Beschuss des Öldepots zum Verlust von Vermögenswerten im Wert von rund 4 Millionen Euro führte. Im Februar 2023 waren 36 Tankstellen des Unternehmens beschädigt, geplündert oder zerstört und weitere 19 waren vorübergehend besetzt. Im April 2023 schätzte das Unternehmen, dass die Feindseligkeiten das Unternehmensvermögen im Wert von etwa 20 Millionen Euro (Tankstellen, Öllager und Treibstoff) beschädigten.

### Klage vor dem Europäischen Gerichtshof für Menschenrechte
Im Januar 2023 reichte Amic Ukraine beim EGMR eine Klage gegen Russland ein. In der Klage behauptet das Unternehmen, dass feindselige Aktionen gegen die Zivilbevölkerung der Ukraine, sein Hoheitsgebiet, die Mitarbeiter von Amic Energy und das Unternehmen als Ganzes einen groben Verstoß Russlands gegen Artikel 1 des Protokolls 1 der Europäischen Menschenrechtskonvention belegen. Dieser Artikel garantiert das Recht auf friedlichen Eigentumsbesitz. Insbesondere nach der illegalen Besetzung durch russische Truppen bestimmter Gebiete der Regionen Donezk, Cherson und Saporischschja in der Ukraine wurde das Eigentum von Amic Ukraine durch die russische Armee und die von dem Terroristenstaat aufgesetzten Besatzungsbehörden beschlagnahmt, geplündert und in einigen Fällen zerstört. Der vorläufige Schadensersatzbetrag in der Klage beläuft sich auf über 300 Mio. UAH (8,5 Mio. EUR). Im April 2023 hat das EGMR ein Verfahren zur Klage von Amic Ukraine gegen die Russische Föderation eröffnet. Die Klage heißt „Unternehmen mit Auslandsinvestitionen Amic Ukraine gegen Russland“.

## Gesellschaftliche Verantwortung
Nach Schätzungen des Unternehmens Stand Anfang 2024, erteilte Amic Ukraine seit Beginn der landesweiten Invasion mehr als 112 Mio. UAH (€2,4 Mio.) zur Unterstützung der Regierung und der Bevölkerung der Ukraine, militärischer Einheiten, staatlicher Einrichtungen und Wohltätigkeitsorganisationen.

### Unterstützung der Verteidigungskräfte der Ukraine
- Nach Angaben von Amic Ukraine spendete es von 2022 bis 2024 mehr als 370 Tausend Liter Treibstoff an ukrainische Streitkräfte, das Sicherheitsdienst, die Nationalpolizei, den staatlichen Grenzschutz, die Militärverwaltungen und territoriale Gemeinden.[37] Darüber hinaus spendete das Unternehmen an die ukrainische Streitkräfte Militärkleidung, Schutzwesten, Wärmebildkameras, gesicherte Tablets, Drohnen, Ferngläser, Motorola-Funksteuerungssysteme, ein Anti-Drohnen-Gewehr 'Antidron KVSG-6+' und vieles mehr.[38][28]

- Im September 2022 unterzeichnete Amic Ukraine eine Vereinbarung über Wohltätigkeitsspenden mit dem 242. Bataillon der territorialen Verteidigung, wo auch einige Mitarbeiter von AMIC Ukraine dienen, wonach der Letztere den Bedarf der Militäreinheit für insgesamt 10 Mio. UAH (umgerechnet 265 Tausend Euro) für den Zeitraum der Vertragsdauer deckt.[39][38]

- Im November 2022 schlossen sich Amic Ukraine und die Wohltätigkeitsstiftung Razom for Ukraine zusammen, um im Rahmen der Initiative „Razom with Amic“ humanitäre Hilfsgüter an die Streitkräfte der Ukraine zu liefern. Stand Dezember 2022 übergab Amic Energy den Fahrern der Stiftung 20 Tankkarten für mehr als 20.000 Liter Kraftstoff im Wert von über 1 Million UAH (€25.000).[40]

- Im Frühjahr 2023 wurde Amic Ukraine Generalpartner des 11. Filmfestivals der österreichischen Filme, mit Unterstützung der Österreichischen Botschaft in der Ukraine.[41] Alle Einnahmen aus dem Kartenverkauf wurden von Amic Ukraine verdoppelt und auf ein Sonderkonto der Nationalbank der Ukraine zur Unterstützung der Streitkräfte der Ukraine überwiesen.[42]

- Anfang August 2023 rief Amic Energy gemeinsam mit der gemeinnützigen Stiftung Dignitas[Anmerkung 1] die Initiative „Mavic by Amic“[Anmerkung 2] ins Leben, um den ukrainischen Streitkräften Drohnen des Typs DJI Mavic 3 Thermal zur Verfügung zu stellen.[43] Im Rahmen dieser Initiative überweist Amic Ukraine von jeder Tankquittung 5 UAH (€0,12) für den Kauf von DJI Mavic 3 Drohnen. Bis Februar 2024 hatte Amic Energy rund 8 Millionen UAH (€196.000) für den Kauf der ersten 100 Drohnen bereitgestellt, die an die ukrainischen Streitkräfte übergeben wurden.[44] Im März 2024 wurden im Rahmen der Initiative weitere 25 Drohnen gekauft und an die Streitkräfte der Ukraine geliefert.[37] Im Juni 2024 wurden weitere 75 DJI Mavic-3 Drohnen finanziert und geliefert.[45] Insgesamt übergab Amic Energy bis September 2024 über 17 Mio. UAH (€368.000) finanziert und 200 Aufklärungsdrohnen an über 110 militärische Einheiten der Sicherheits- und Verteidigungskräfte.[46]

- Im November 2024 kündigten Amic Energy und die Serhiy Prytula Foundation eine neue Form der Zusammenarbeit im Rahmen der Initiative “Invincible Coffee” an, die auf die Unterstützung der Verteidigungs- und Sicherheitskräfte der Ukraine abzielt. Zum Zeitpunkt der Ankündigung hatte Amic Energy der Serhiy Prytula Foundation bereits 2,6 Mio. UAH (€57.000) für die Ausrüstung der ersten vier Kommando- und Kontrollfahrzeuge für das Militär gespendet.[2]

### Unterstützung fürs Wiederaufbau
- Im Dezember 2022 startete Amic Ukraine die Wohltätigkeitskampagne „Invincible Coffee“, bei der jeweils zwei Hrywnja (€0,05) von jeder an der Tankstelle verkauften Tasse Kaffee, Tee oder anderen Heißgetränken für den Wiederaufbau der Regionen Cherson, Saporischschja, Luhansk und Donezk gespendet werden, in erster Linie für den Wiederaufbau und die Ausstattung von beschädigten oder zerstörten Schulen, Krankenhäusern und anderen gesellschaftlich wichtigen Einrichtungen.[47][48] Bis Juli 2023 sammelte das Unternehmen im Rahmen der Kampagne „Invincible Coffee“ über 5,5 Millionen UAH (€134.000) für den Wiederaufbau der von vom Aggressor zerstörten sozial wichtigen Einrichtungen,[49] Stand Februar 2024 waren es bereits über 9,7 Millionen UAH (€238.000).[50]

- Im Mai 2024 gaben Amic Ukraine und die Serhiy Prytula Foundation den Beginn ihrer Zusammenarbeit im Rahmen der Initiative “Invincible Coffee” bekannt.[51] Als Ergebnis der Zusammenarbeit statteten das Unternehmen und die Stiftung Notunterkünfte in der Region Cherson und medizinische Einrichtungen in den Regionen Cherson, Saporischschja und Donezk aus. Bis Oktober 2024 spendete Amic Ukraine 12.412.076 UAH (€273.000) an Serhiy Prytula Foundation für die Bedürfnisse der drei Regionen.[52][2]

### Hilfe für Flüchtlinge
- Nach Beginn der russischen Invasion in die Ukraine 2022 betankte Amic Polska an seinen Tankstellen kostenlos humanitäre Fahrzeuge sowie Busse mit Flüchtlingen und gab Treibstoff an die die Wohltätigkeitsorganisation Caritas, die täglich humanitäre Hilfe an die polnisch-ukrainische Grenze transportierte. Auch verteilte Amic Polska lebensnotwendige Güter kostenlos an notbedürftige Flüchtlinge. Weiterhin führte Amic Polska die Möglichkeit ein, dass die Besitzer einer Amic Polska-Mitgliedskarte ihre angehäuften Treueprogrammpunkte freiwillig in Złoty umwandeln und an Wohltätigkeitsfonds spenden konnten. Das Unternehmen verdoppelte dabei aus eigenen Kosten die hierfür eingehenden Beiträge.[53]

### Hilfe für streunende Tiere
- Im Herbst 2023 startete Amic Ukraine in Zusammenarbeit mit der Wohltätigkeitsstiftung "12 Vartovykh"[Anmerkung 3] eine gemeinsame Initiative zur Sterilisierung und Impfung der an Tankstellen und in deren Umgebung lebenden Tiere. Das Projekt war darauf abgezielt, streunende Tiere in der Ukraine medizinisch zu versorgen und zu behandeln.[54]

## Struktur und Inhaber
Amic Energy Holding GmbH hält 100 % der Anteile von Amic Energy Management GmbH. 2015 gehörte Amic Energy Holding GmbH drei österreichischen Staatsbürgern – Rechtsanwalt Johannes Klezl-Norberg, Investor Manfred Kunze und Bankier Heinz Zernetz. Eigentümer des Unternehmens sind seit April 2022 die österreichischen Staatsbürger Günter Maier, Johannes Klezl-Norberg und Andreas Sernetz sowie der irische Staatsbürger Gillen Philip Andrew. Vorsitzender des Aufsichtsrats des Unternehmens ist seit 2015 Wolfgang Ruttenstorfer, ehemaliger OMV-Chef (2002‒2011) und Staatssekretär im österreichischen Bundesministerium für Finanzen (1997‒1999).
Die Struktur von Amic Energy Management GmbH beinhaltet folgende Unternehmen:
- AMIC Electric GmbH (Österreich);
- SIA AMIC Latvia (Lettland);
- UAB AMIC Lietuva (Litauen);
- AMIC Polska sp. z o.o. (Polen);
- AMIC Ukraine CFI (Ukraine).

## Kraftstoff

### Bezugsquellen
Stand 2016 kaufte Amic Ukraine Kraftstoff in Belarus, Lettland, Litauen, Polen und Russland. Nach Angaben des Unternehmens, war Amic Ukraine von 2017 bis 2018 zu den Marktführern bei der Diversifizierung hin zu europäischen Bezugsquellen und arbeitete aktiv mit den Ölraffinerien in Kremenchuk (Ukraine) und Mozyr (Belarus) zusammen. Laut den Ergebnissen von 2021, gehörte Amic Ukraine zu den Top-5-Lieferanten von litauischen Erdölprodukten in die Ukraine (laut dem Consultinggruppe „A-95“.) Stand 2022 kaufte das Unternehmen etwa 30 % seines Kraftstoffs von der Raffinerie Mazeikiai des polnischen Konzerns Orlen. Zugleich verkaufte Amic Polska ausschließlich den Kraftstoff von Orlen. Im März 2023 gab der Generaldirektor von Amic Ukraine bekannt, dass das Unternehmen ab April 2023 Treibstoff vom österreichischen Konzern OMV beziehen will.

### Kraftstoffqualität
Nach Angaben des Instituts für Verbraucherexpertise gehörte der Dieselkraftstoff von Amik Ukraine im Jahr 2024 zu den drei hochwertigsten in der Ukraine, und das Benzin A-95 erfüllte die Anforderungen der Euro-5-Norm.

## Finanzielle Indikatoren
Laut den Ergebnissen von 2020 erzielte Amic Ukraine einen Umsatz von 7,37 Milliarden Hrywna (€210,5 Millionen) bei einem Verlust von 1,7 Milliarden Hrywna (€48,5 Millionen) und belegte damit den 80. Platz unter den größten Privatunternehmen in der Ukraine (laut Forbes.ua) sowie den 130. Platz unter allen größten Unternehmen in der Ukraine (laut "Business.Censor.net"). Amic Ukraine belegte auch den 5. Platz unter den ukrainischen Tankstellennetzen nach den gezahlten Steuern und den 3. Platz in Bezug auf die Berechnung der gezahlten Steuern pro Liter verkauften Kraftstoff (laut dem Projekt "Rating. Business in offiziellen Zahlen"). Auch ist es das einzige Tankstellennetz unter Top-10 in der Ukraine mit nur einer einzigen juristischen Person. Im September 2022 nannte Danylo Hetmantsew, der Vorsitzende des Steuerausschusses der Werchowna Rada der Ukraine Amic Ukraine unter den Unternehmen, die die Steuerlast während des Krieges wesentlich erhöhten. Nach Recherchen von Enkorr, einer Fachzeitschrift zu Energiefragen, belegte Amic Energy 2023 den dritten Platz unter den ukrainischen Tankstellen in der Rangliste der Transparenz der persönlichen Einkommenssteuer (PIT) und war unter den Top 3 in der Rangliste der Steuerbelastung pro Liter Kraftstoff.

## Beschuldigungen

### Vorwürfe über einen Scheinverkauf
Nach der Bekanntgabe der Vereinbarung über den Verkauf von Lukoil Ukraine an Amic Energy (2014) unterstellten einige Experten, dass der eigentliche Eigentümer des Tankstellennetzes tatsächlich Lukoil geblieben ist, und der Verkauf nur dazu dienen soll, um das Eigentum in der Ukraine vor möglichen Sanktionen zu schützen. Die Medien machten auch darauf aufmerksam, dass Amic Energy erst 2013 mit einem Gründungskapital von nur 35.000 Euro in Österreich gegründet und angemeldet wurde, was laut den Journalisten darauf hindeuten könnte, dass es sich dabei um eine "Eintagsfliege" handele. Als Antwort auf diese Vorwürfe erklärte Günter Maier, Geschäftsführer von Amic Energy, auf einer Pressekonferenz in Kyjiw im September 2014, dass der Erwerb kein fiktiver sei und nicht im Interesse von Lukoil oder den Lukoil-Aktionären durchgeführt wurde: „Ich kann bestätigen, dass die Aktiva ausschließlich im Interesse von drei Amic-Aktionären und auf ihre eigenen Kosten erworben wurden.“
Nach der Übernahme 2016 der Lukoil-Tankstellen in Lettland, Litauen und Polen durch Amic Energy behauptete auch die polnische Zeitung Puls Biznesu, dass „sich dasselbe Lukoil unter der neuen Marke versteckt, die damit den Boykott seitens europäischer Verbraucher umgehen möchten, kein Benzin von den Russen kaufen zu wollen“. Im Februar 2022 erklärte Amic Polska, dass sein „Netzwerk von 116 polnischen Amic Energy Tankstellen keineswegs mit dem Unternehmen Lukoil oder anderen Wirtschaftsorganisationen der Russischen Föderation kapitalgebunden ist“. UAB Amic Lietuva reagierte auf ähnliche kritische Stimmen in Litauen mit der Veröffentlichung des im März 2016 erhaltenen Beschlusses von der Kommission der Republik Litauen zur Konformitätsbewertung potenzieller Teilnehmer gegenüber den nationalen Sicherheitsinteressen, in dem es bestätigt wurde, dass die Vereinbarung zwischen Amic Energy und Lukoil im Interesse der nationalen Sicherheit Litauens abgeschlossen wurde.

### Vorwürfe seitens Büro für wirtschaftliche Sicherheit der Ukraine
Im August 2022 gab das Büro für wirtschaftliche Sicherheit der Ukraine über die Beschlagnahme von 308 Aktiva von Amic Ukraine, die sich auf Unternehmensrechte in Höhe von über 50 Millionen Hrywnja (€1,3 Millionen) belaufen, bekannt. Das Unternehmen wurde insbesondere der Steuerhinterziehung und der Aufrechterhaltung von Verbindungen zu Russland beschuldigt. Amic Energy bezeichnete beide Anschuldigungen als „unbegründet und gegenstandslos“ und betonte, dass solche Handlungen seitens eines staatlichen Organs ein Beweis für „vorsätzlichen illegalen Druck auf einen ausländischen Investor“ seien.
Günter Maier, der eigentliche wirtschaftliche Eigentümer und Geschäftsführer von Amic Energy, bestritt auf einer Pressekonferenz in Kyjiw im September 2022 alle Vorwürfe gegen das Unternehmen und gab zugleich bekannt, dass Amic Ukraine beim Berufungsgericht eine Berufung eingelegt habe, um die Entscheidung über die Beschlagnahme der Aktiva in der Ukraine aufzuheben. Das Unternehmen wird seine Rechte auf nationaler Ebene verteidigen und – falls notwendig – sich an internationale Behörden wenden. Der Botschafter der Republik Österreich in der Ukraine, Herr Arad Benkö, forderte die ukrainischen Behörden auf, angemessene Maßnahmen zu ergreifen, die den Geschäftsablauf nicht behindern würden, solange keine Schuld nachgewiesen sei. Die österreichische Botschaft versicherte weiterhin, den weiteren Ablauf der Untersuchung genau zu verfolgen.
Im Mai 2023 stellte die vorläufige Untersuchungskommission des Parlaments der Ukraine – nach Prüfung einer Reihe von Beschwerden, auch der von Amic – in ihrem vorläufigen Bericht fest, dass es mögliche Verstöße seitens BEB geben könnte, einschließlich des Verstoßes gegen die Unschuldsvermutung in öffentlichen Stellungnahmen. Trotz der Untersuchung erkannte das Büro für wirtschaftliche Sicherheit im Jahr 2023 Amic Ukraine als Gewinner der Ausschreibungen für die Lieferung von Diesel und Benzin an, was zum Abschluss von Verträgen zwischen Amic Ukraine und de, Büro führte, die vollständig ausgeführt wurden. 2024 erkannte das regionale Büro für wirtschaftliche Sicherheit in Kyjiw und Amic Ukraine ebenfalls als Gewinner der Ausschreibungen für Kraftstoff-Lieferungen an.